# 몬스터 보비
몬스터 보비(1981년 5월 16일 ~ )는 영국의 배우이자 가수이다.

## 출연 작품
- 뉴 이어스 데이